# Auletobius cassandrae
Auletobius cassandrae – gatunek chrząszcza z rodziny tutkarzowatych.

## Zasięg występowania
Wsch. część Ameryki Północnej, na płn. sięga po kanadyjskie stany Nowa Fundlandia i Saskatchewan.

## Budowa ciała
Osiąga 1,8-2,2 mm długości ciała.